# Polígono irregular

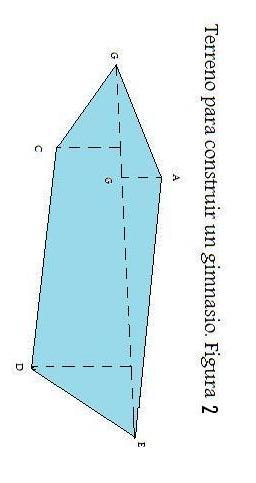

En geometría plana, se le llama polígono irregular a cualquier polígono que no es regular. Según la inversión lógica de la definición de "polígono regular", esto significa que debe cumplirse al menos una de las dos condiciones: "no todos los lados de igual longitud" y "no todos los ángulos interiores de igual tamaño". Por lo tanto, hay que distinguir un total de 2 casos:
1. "todos los lados de igual longitud", pero "no todos los ángulos interiores de igual tamaño",
2. "no todos los lados de igual longitud", pero "todos los ángulos interiores de igual tamaño",

Los polígonos irregulares más sencillos para cada uno de los tres casos son:
1. un rombo con un ángulo desigual de 90 grados; el ángulo interior adyacente es entonces el ángulo complementario correspondiente, que difiere en valor,
2. un rectángulo con lados adyacentes de diferentes longitudes; todos los ángulos interiores son de 90 grados,
3. un triángulo con un ángulo interior diferente de 60 grados; debido a la suma de ángulos de 180 grados, no todos los ángulos son iguales, con un triángulo equilátero todos los ángulos interiores serían de 60 grados.

Los dos ejemplos de los casos 2. y 3. muestran que las vértices de los polígonos irregulares también pueden estar en un circunferencia:
para un rectángulo es el circunferencia alrededor del punto de intersección diagonal con el radio de la mitad de la longitud diagonal, con el triángulo es la circunferencia circunscrita siempre existente.

## Área de un polígono irregular
La Triangulación de un polígono se utiliza para calcular el área de cualquier polígono irregular. Entonces, debemos utilizar los métodos de triangulación para descomponer el polígono irregular en triángulos o cuadriláteros conocidos pequeños sin perder la forma del polígono irregular original. Por lo tanto, el área se obtiene triangulando el polígono y sumando el área de dichos triángulos o cuadriláteros.
{\displaystyle ATP=\sum _{i=1}^{n}T_{n}}
{\displaystyle ATP} = Área Total del polígono irregular.
{\displaystyle T_{n}} = El área del triángulo {\displaystyle n} disyunto del polígono original.  
{\displaystyle n} = La cantidad máxima de triángulos que pueden resultar de ese polígono irregular.